# Семизовац
Семизовац је насељено мјесто у Босни и Херцеговини, у општини Вогошћа, које административно припада Федерацији Босне и Херцеговине. Према попису становништва из 2013. у насељу је живјело 790 становника.

## Историја
Семизовац је од распада Југославије до фебруара 1996. године био у саставу општине Српска Вогошћа у Републици Српској.

## Спорт
ФК Озрен Семизовац је основан 1923. године. Такмичио се од 2007. до 2009. године у Првој лиги федерације.

## Становништво
| Националност       | 2013. | 1991. | 1981. | 1971. | 1961. |
| Срби               |       | 263   | 582   | 577   | 548   |
| Муслимани          |       | 420   | 271   | 294   | 158   |
| Југословени        |       | 77    | 165   | 28    | 80    |
| Хрвати             |       | 53    | 96    | 128   | 125   |
| Црногорци          |       |       | 4     | 3     | 9     |
| Албанци            |       |       | 1     | 4     | 14    |
| Словенци           |       |       |       | 2     | 2     |
| остали и непознато |       | 21    | 82    | 12    | 5     |
| Укупно             | 790   | 834   | 1.147 | 1.048 | 941   |

| Демографија | Демографија | Демографија |
| Година      | Становника  | Становника  |
| ----------- | ----------- | ----------- |
| 1961.       | 941         |             |
| 1971.       | 1.048       |             |
| 1981.       | 1.147       |             |
| 1991.       | 834         |             |
| 2013.       | 790         |             |

### Мјесна заједница Семизовац, попис 1991.
укупно: 2.130
- Срби - 1.190 (55,87%)
- Муслимани - 699 (32,82%)
- Југословени - 120 (5,63%)
- Хрвати - 84 (3,94%)
- остали и непознато - 37 (1,74%)